# Монастырь Возуча
Монастырь Возуча (серб. Манастир Возућа, босн. и хорв. Manastir Vozuća) или Возучица (серб. Манастир Возућица) в честь Святой Троицы — монастырь Дабро-Боснийской митрополии Сербской православной церкви в 5 км от села Возуча общины Завидовичи Зеницко-Добойского кантона Федерация Боснии и Герцеговины. Первоначально был посвящён Святому Николаю.
Монастырь с 2004 года входит в список национальных памятников Боснии и Герцеговины.

## История
Согласно преданию, монастырь был основан в XIV веке королём Драгутином. По другой версии, монастырь возник в XVI веке. В 1617 году впервые упомянут в документах, в которых говорится, что писец Петар переписал «Лествицу».
В 1690 году большинство монахов оставили монастырь из-за турецкой угрозы. Монастырь пустовал до 1856 года, когда началось его восстановление. В 1859 году была восстановлена монастырская церковь, освящённая в 1865 году в честь Святой Троицы.
В конце февраля 1917 года австро-венгерские власти отобрали монастырский колокол. 5 сентября 1941 года монастырь был ограблен хорватскими жандармами. 14 февраля 1941 мусульманские повстанцы сожгли школу, деревянную колокольню и 20 деревянных хижин возле церкви. После Второй мировой войны монастырь был восстановлен, построена каменная колокольня. Позднее она была разрушена из-за нарушения исторического облика. В 1989 году была построена новая деревянная колокольня. В 1991 году монастырь был электрифицирован.
10 сентября 1995 года Армия Республики Босния и Герцеговина отбила у Вооружённых сил Республики Сербской монастырь и близлежащие сёла. Колокольня была сожжена, церковь изрешечена пулями снаружи и разрисована граффити внутри, медная крыша была разобрана и увезена. 
В 2006 году началось восстановление обители. 25 июля 2015 года епископ Захумско-Герцеговинский Григорий совершил освящение монастыря. Монастырский крест, сохранённый бывшим боснийским военным, был возвращён.